# Bilan saison par saison des Indians de Cleveland
Les Indians de Cleveland sont une franchise de la Ligue majeure de baseball depuis 1901. Cette page retrace les résultats de l'équipe depuis cette première saison avec l'indication des résultats en saison régulière et ceux enregistrés en phase de play-offs.

## Résumé (1901-2010)

### Saison régulière
- 110 saisons de Ligue majeure : 8691 victoires pour 8367 défaites (.510).
- 7 titres de division : 1995, 1996, 1997, 1998, 1999, 2001 et 2007.
- 3 titres de Ligue américaine (sans séries éliminatoires) : 1920, 1948 et 1954.

### Séries éliminatoires
- 7 participations en Série de division : 17 victoires pour 13 défaites (.567), 4 séries gagnées : 1995, 1997, 1998, et 2007.
- 4 participations en Série de championnat : 13 victoires pour 12 défaites (.520), 2 séries gagnées : 1995 et 1997.
- 5 participations en Série mondiale : 14 victoires pour 16 défaites (.467), 2 séries gagnées : 1920 et 1948.
- Bilan en séries éliminatoires : 44 victoires pour 41 défaites (.518).

### Palmarès
- Champion de Série mondiale (World Series) : 1920, 1948.
- Champion de la ligue américaine : 1920, 1948, 1954, 1995, 1997.
- Titres de division : 1995, 1996, 1997, 1998, 1999, 2001, 2007.

### Affluences
- Record d'affluence sur une saison à domicile : 3 468 456 en 1999.
- Record de moyenne de spectateurs sur une saison à domicile : 42 820 en 1999.
- Record d'affluence maximum sur un match à domicile : 86 288 le 10 octobre 1948.
- Record d'affluence minimum sur un match à domicile : 200 le 25 septembre 1942.
- Record d'affluence minimum sur un match à domicile (depuis 1946) : 972 le 26 avril 1955.

## Cleveland Lake Shores: 1900
Cleveland évolue en Ligue américaine (ex-Western League), qui opère avec le statut d'une ligue mineure.
| Saison | Vic.-Déf. | Class. |
| ------ | --------- | ------ |
| 1900   | 63-73     | 6e     |

## Cleveland Blues: 1901
La Ligue américaine opère désormais avec le statut de ligue majeure.
| Saison | Vic.-Déf. | Class. | Spectateurs | Moyenne |
| ------ | --------- | ------ | ----------- | ------- |
| 1901   | 54-82     | 7e AL  | 131 380     | 1 904   |

## Cleveland Bronchos: 1902
| Saison | Vic.-Déf. | Class. | Spectateurs | Moyenne |
| ------ | --------- | ------ | ----------- | ------- |
| 1902   | 69-67     | 5e AL  | 275 395     | 4 237   |

## Cleveland Naps: 1903–1914
| Saison | Vic.-Déf. | Class. | Spectateurs | Moyenne | World Series |
| ------ | --------- | ------ | ----------- | ------- | ------------ |
| 1903   | 77-63     | 3e AL  | 311 280     | 4 206   |              |
| 1904   | 86-65     | 4e AL  | 264 749     | 3 394   |              |
| 1905   | 76-78     | 5e AL  | 316 306     | 4 108   |              |
| 1906   | 89-64     | 3e AL  | 325 733     | 4 123   |              |
| 1907   | 85-67     | 4e AL  | 382 046     | 4 659   |              |
| 1908   | 90-64     | 2e AL  | 422 262     | 5 414   |              |
| 1909   | 71-82     | 3e AL  | 354 627     | 4 606   |              |
| 1910   | 71-81     | 6e AL  | 293 456     | 3 668   |              |
| 1911   | 80-73     | 3e AL  | 406 296     | 5 277   |              |
| 1912   | 75-78     | 5e AL  | 336 844     | 4 375   |              |
| 1913   | 86-66     | 3e AL  | 541 000     | 6 763   |              |
| 1914   | 51-102    | 8e AL  | 185 997     | 2 354   |              |

## Cleveland Indians: 1915–1968
| Saison | Vic.-Déf. | Class. | Spectateurs | Moyenne | World Series            |
| ------ | --------- | ------ | ----------- | ------- | ----------------------- |
| 1915   | 57-95     | 7e AL  | 159 285     | 2 069   |                         |
| 1916   | 77-77     | 6e AL  | 492 106     | 6 309   |                         |
| 1917   | 88-66     | 3e AL  | 477 298     | 6 119   |                         |
| 1918   | 73-54     | 2e AL  | 295 515     | 4 766   |                         |
| 1919   | 84-55     | 2e AL  | 538 135     | 7 799   |                         |
| 1920   | 98-56     | 1er AL | 912 832     | 11 703  | Brooklyn Robins V (5-2) |
| 1921   | 94-60     | 2e AL  | 748 705     | 9 723   |                         |
| 1922   | 78-76     | 4e AL  | 528 145     | 6 602   |                         |
| 1923   | 82-71     | 3e AL  | 558 856     | 7 165   |                         |
| 1924   | 67-86     | 6e AL  | 481 905     | 6 425   |                         |
| 1925   | 70-84     | 6e AL  | 419 005     | 5 442   |                         |
| 1926   | 88-66     | 2e AL  | 627 426     | 7 843   |                         |
| 1927   | 66-87     | 6e AL  | 373 138     | 4 846   |                         |
| 1928   | 62-92     | 7e AL  | 375 907     | 4 882   |                         |
| 1929   | 81-71     | 3e AL  | 536 210     | 7 055   |                         |
| 1930   | 81-73     | 4e AL  | 528 657     | 6 866   |                         |
| 1931   | 78-76     | 4e AL  | 483 027     | 6 356   |                         |
| 1932   | 87-65     | 4e AL  | 468 953     | 6 090   |                         |
| 1933   | 75-76     | 4e AL  | 387 936     | 5 038   |                         |
| 1934   | 85-69     | 3e AL  | 391 338     | 5 017   |                         |
| 1935   | 82-71     | 3e AL  | 397 615     | 5 164   |                         |
| 1936   | 80-74     | 5e AL  | 500 391     | 6 178   |                         |
| 1937   | 83-71     | 4e AL  | 564 849     | 7 242   |                         |
| 1938   | 86-66     | 3e AL  | 652 006     | 8 579   |                         |
| 1939   | 87-67     | 3e AL  | 563 926     | 7 324   |                         |
| 1940   | 89-65     | 2e AL  | 902 576     | 11 007  |                         |
| 1941   | 75-79     | 5e AL  | 745 948     | 9 688   |                         |
| 1942   | 75-79     | 5e AL  | 459 447     | 5 743   |                         |
| 1943   | 82-71     | 3e AL  | 438 894     | 5 700   |                         |
| 1944   | 72-82     | 6e AL  | 475 272     | 6 093   |                         |
| 1945   | 73-72     | 5e AL  | 558 182     | 7 249   |                         |
| 1946   | 68-86     | 6e AL  | 1 057 289   | 13 731  |                         |
| 1947   | 80-74     | 4e AL  | 1 521 978   | 19 513  |                         |
| 1948   | 97-58     | 1er AL | 2 620 627   | 33 172  | Boston Braves V (4-2)   |
| 1949   | 89-65     | 3e AL  | 2 233 771   | 29 010  |                         |
| 1950   | 92-62     | 4e AL  | 1 727 464   | 22 435  |                         |
| 1951   | 93-61     | 2e AL  | 1 704 984   | 22 143  |                         |
| 1952   | 93-61     | 2e AL  | 1 444 607   | 18 761  |                         |
| 1953   | 92-62     | 2e AL  | 1 069 176   | 13 707  |                         |
| 1954   | 111-43    | 1er AL | 1 335 472   | 17 344  | New York Giants D (0-4) |
| 1955   | 93-61     | 2e AL  | 1 221 780   | 15 867  |                         |
| 1956   | 88-66     | 2e AL  | 865 467     | 11 240  |                         |
| 1957   | 76-77     | 6e AL  | 722 256     | 9 380   |                         |
| 1958   | 77-76     | 4e AL  | 663 805     | 8 734   |                         |
| 1959   | 89-65     | 2e AL  | 1 497 976   | 19 454  |                         |
| 1960   | 76-78     | 4e AL  | 950 985     | 12 350  |                         |
| 1961   | 78-83     | 5e AL  | 725 547     | 8 957   |                         |
| 1962   | 80-82     | 6e AL  | 716 076     | 8 840   |                         |
| 1963   | 79-83     | 7e AL  | 562 507     | 6 945   |                         |
| 1964   | 79-83     | 7e AL  | 653 293     | 8 065   |                         |
| 1965   | 87-75     | 5e AL  | 934 786     | 11 541  |                         |
| 1966   | 81-81     | 5e AL  | 903 359     | 11 153  |                         |
| 1967   | 75-87     | 8e AL  | 662 980     | 8 185   |                         |
| 1968   | 86-75     | 3e AL  | 857 994     | 10 593  |                         |

## Cleveland Indians: 1969–1993
| Saison | Vic.-Déf. | Class.    | Spectateurs | Moyenne | AL Championship Series | World Series |
| ------ | --------- | --------- | ----------- | ------- | ---------------------- | ------------ |
| 1969   | 62-99     | 6e AL Est | 619 970     | 7 654   |                        |              |
| 1970   | 76-86     | 5e AL Est | 729 752     | 9 009   |                        |              |
| 1971   | 60-102    | 6e AL Est | 591 361     | 7 301   |                        |              |
| 1972   | 72-84     | 5e AL Est | 626 354     | 8 134   |                        |              |
| 1973   | 71-91     | 6e AL Est | 615 107     | 7 594   |                        |              |
| 1974   | 77-85     | 4e AL Est | 1 114 262   | 13 756  |                        |              |
| 1975   | 79-80     | 4e AL Est | 977 039     | 12 213  |                        |              |
| 1976   | 81-78     | 4e AL Est | 948 776     | 12 010  |                        |              |
| 1977   | 71-90     | 5e AL Est | 900 365     | 11 116  |                        |              |
| 1978   | 69-90     | 6e AL Est | 800 584     | 10 264  |                        |              |
| 1979   | 81-80     | 6e AL Est | 1 011 644   | 12 489  |                        |              |
| 1980   | 79-81     | 6e AL Est | 1 033 827   | 13 086  |                        |              |
| 1981   | 52-51     | 6e AL Est | 661 395     | 12 248  |                        |              |
| 1982   | 78-84     | 7e AL Est | 1 044 021   | 12 889  |                        |              |
| 1983   | 70-92     | 7e AL Est | 768 941     | 9 493   |                        |              |
| 1984   | 75-87     | 6e AL Est | 734 079     | 9 063   |                        |              |
| 1985   | 60-102    | 7e AL Est | 655 181     | 8 089   |                        |              |
| 1986   | 84-78     | 5e AL Est | 1 471 805   | 18 170  |                        |              |
| 1987   | 61-101    | 7e AL Est | 1 077 898   | 13 307  |                        |              |
| 1988   | 78-84     | 6e AL Est | 1 411 610   | 17 427  |                        |              |
| 1989   | 73-89     | 6e AL Est | 1 285 542   | 15 871  |                        |              |
| 1990   | 77-85     | 4e AL Est | 1 225 240   | 15 126  |                        |              |
| 1991   | 57-105    | 7e AL Est | 1 051 863   | 12 828  |                        |              |
| 1992   | 76-86     | 5e AL Est | 1 224 094   | 15 112  |                        |              |
| 1993   | 76-86     | 6e AL Est | 2 177 908   | 26 888  |                        |              |

## Cleveland Indians: depuis 1994
| Saison | Vic.-Déf. | Class.         | Spectateurs | Moyenne | AL Division Series                                 | AL Division Series                                 | AL Championship Series                             | AL Championship Series                             | World Series                                       | World Series                                       |
| ------ | --------- | -------------- | ----------- | ------- | -------------------------------------------------- | -------------------------------------------------- | -------------------------------------------------- | -------------------------------------------------- | -------------------------------------------------- | -------------------------------------------------- |
| 1994   | 66-47     | 2e AL Central  | 1 995 174   | 35 628  | pas de play-offs en raison de la grève des joueurs | pas de play-offs en raison de la grève des joueurs | pas de play-offs en raison de la grève des joueurs | pas de play-offs en raison de la grève des joueurs | pas de play-offs en raison de la grève des joueurs | pas de play-offs en raison de la grève des joueurs |
| 1995   | 100-44    | 1er AL Central | 2 842 745   | 39 483  | Boston Red Sox                                     | V (3-0)                                            | Seattle Mariners                                   | V (4-2)                                            | Atlanta Braves                                     | D (2-4)                                            |
| 1996   | 99-62     | 1er AL Central | 3 318 174   | 40 965  | Baltimore Orioles                                  | D (1-3)                                            |                                                    |                                                    |                                                    |                                                    |
| 1997   | 86-75     | 1er AL Central | 3 404 750   | 42 034  | New York Yankees                                   | V (3-2)                                            | Baltimore Orioles                                  | V (4-2)                                            | Florida Marlins                                    | D (3-4)                                            |
| 1998   | 89-73     | 1er AL Central | 3 467 299   | 42 806  | Boston Red Sox                                     | V (3-1)                                            | New York Yankees                                   | D (2-4)                                            |                                                    |                                                    |
| 1999   | 97-65     | 1er AL Central | 3 468 456   | 42 820  | Boston Red Sox                                     | D (2-3)                                            |                                                    |                                                    |                                                    |                                                    |
| 2000   | 90-72     | 2e AL Central  | 3 456 278   | 42 670  |                                                    |                                                    |                                                    |                                                    |                                                    |                                                    |
| 2001   | 91-71     | 1er AL Central | 3 175 523   | 39 204  | Seattle Mariners                                   | D (2-3)                                            |                                                    |                                                    |                                                    |                                                    |
| 2002   | 74-88     | 3e AL Central  | 2 616 940   | 32 308  |                                                    |                                                    |                                                    |                                                    |                                                    |                                                    |
| 2003   | 68-94     | 4e AL Central  | 1 730 002   | 21 358  |                                                    |                                                    |                                                    |                                                    |                                                    |                                                    |
| 2004   | 80-82     | 3e AL Central  | 1 814 401   | 22 400  |                                                    |                                                    |                                                    |                                                    |                                                    |                                                    |
| 2005   | 93-69     | 2e AL Central  | 2 013 763   | 24 861  |                                                    |                                                    |                                                    |                                                    |                                                    |                                                    |
| 2006   | 78-84     | 4e AL Central  | 1 997 995   | 24 667  |                                                    |                                                    |                                                    |                                                    |                                                    |                                                    |
| 2007   | 96-66     | 1er AL Central | 2 275 912   | 28 098  | New York Yankees                                   | V (3-1)                                            | Boston Red Sox                                     | D (3-4)                                            |                                                    |                                                    |
| 2008   | 81-81     | 3e AL Central  | 2 169 760   | 26 787  |                                                    |                                                    |                                                    |                                                    |                                                    |                                                    |
| 2009   | 65-97     | 4e AL Central  | 1 766 241   | 22 357  |                                                    |                                                    |                                                    |                                                    |                                                    |                                                    |
| 2010   | 69-93     | 4e AL Central  | 1 391 644   | 17 181  |                                                    |                                                    |                                                    |                                                    |                                                    |                                                    |
| 2011   | 80-82     | 2e AL Central  | 1 840 835   | 22 726  |                                                    |                                                    |                                                    |                                                    |                                                    |                                                    |
| 2012   | 68-94     | 4e AL Central  | 1 603 596   | 19 797  |                                                    |                                                    |                                                    |                                                    |                                                    |                                                    |
| 2013   | 92-70     | 2e AL Central  | 1 572 926   | 19 419  |                                                    |                                                    |                                                    |                                                    |                                                    |                                                    |
| 2014   | 85-77     | 3e AL Central  | 1 437 393   | 17 746  |                                                    |                                                    |                                                    |                                                    |                                                    |                                                    |
| 2015   | 81-80     | 3e AL Central  | 1 388 905   | 17 147  |                                                    |                                                    |                                                    |                                                    |                                                    |                                                    |
| 2016   | 94-67     | 1er AL Central | 1 591 667   | 19 650  | Boston Red Sox                                     | V (3-0)                                            | Toronto Blue Jays                                  | V (4-1)                                            | Chicago Cubs                                       | D (3-4)                                            |
| 2017   | 102-60    | 1er AL Central | 2 048 138   | 25 286  | New York Yankees                                   | D (2-3)                                            |                                                    |                                                    |                                                    |                                                    |
| 2018   | 91-71     | 1er AL Central | 1 926 701   | 23 786  | Houston Astros                                     | D (0-3)                                            |                                                    |                                                    |                                                    |                                                    |
| 2019   | 93-69     | 2e AL Central  | 1 738 642   | 21 465  |                                                    |                                                    |                                                    |                                                    |                                                    |                                                    |
| 2020   | 35-25     | 2e AL Central  | 0           | 0       | New York Yankees                                   | D (0-2)                                            |                                                    |                                                    |                                                    |                                                    |